# Ľubomír Belko
Ľubomír Belko (ur. 4 lutego 2002 w Żylinie) – słowacki piłkarz grający na pozycji bramkarza w klubie MŠK Žilina.

## Kariera juniorska
Belko grał jako junior w FK Strečno (do 2014) i MŠK Žilina (w latach 2013–2014 na wypożyczeniu, w latach 2014–2020 jako stały zawodnik).

## Kariera seniorska

### MŠK Žilina
Belko zadebiutował w pierwszej drużynie MŠK Žilina 16 września 2020 w meczu Pucharu Słowacji z MŠK Námestovo (7:0), zachował wtedy też swoje pierwsze czyste konto. 24 lipca 2025 w przegranym 0:3 spotkaniu eliminacji do Ligi Konferencji przeciwko Rakowowi Częstochowa strzelił gola samobójczego.
Belko w latach 2019–2021 występował w rezerwach MŠK Žilina. Rozegrał dla nich 23 mecze i zachował 4 czyste konta.

## Kariera reprezentacyjna

### Młodzieżowe reprezentacje Słowacji
W 2016 Belko zagrał jeden mecz w reprezentacji Słowacji U-15. W 2017 zaliczył jeden występ w kadrze Słowacji U-16. W latach 2018–2019 sześciokrotnie zagrał w reprezentacji Słowacji U-17. W latach 2019–2020 rozegrał cztery mecze w kadrze Słowacji U-18. W 2021 zaliczył jeden występ w reprezentacji Słowacji U-19. W 2021 zadebiutował w kadrze Słowacji U-21. W 2025 zagrał z nią na Mistrzostwach Europy U-21 rozgrywanych na Słowacji. Wystąpił na nich w trzech meczach (2:3 z Hiszpanią, 0:1 z Włochami i 2:1 z Rumunią). W każdym z nich był kapitanem swojej drużyny. Łącznie rozegrał dla niej 20 meczów, w których zachował 4 czyste konta.

## Statystyki

### Klubowe
(aktualne na dzień 27 lipca 2025)
| Klub               | Sezon              | Liga               | Liga  | Liga   | Puchar kraju | Puchar kraju | Europa | Europa | Suma  | Suma   |
| Klub               | Sezon              | Liga               | Mecze | Bramki | Mecze        | Bramki       | Mecze  | Bramki | Mecze | Bramki |
| ------------------ | ------------------ | ------------------ | ----- | ------ | ------------ | ------------ | ------ | ------ | ----- | ------ |
| MŠK Žilina II      | 2019/20            | II liga słowacka   | 2     | 0      | 0            | 0            | –      | –      | 2     | 0      |
| MŠK Žilina II      | 2020/21            | II liga słowacka   | 16    | 0      | 0            | 0            | –      | –      | 16    | 0      |
| MŠK Žilina II      | 2021/22            | II liga słowacka   | 5     | 0      | 0            | 0            | –      | –      | 5     | 0      |
| MŠK Žilina II      | Ogólnie            | Ogólnie            | 23    | 0      | 0            | 0            | 0      | 0      | 23    | 0      |
| MŠK Žilina         | 2020/21            | I liga słowacka    | 0     | 0      | 7            | 0            | 0      | 0      | 7     | 0      |
| MŠK Žilina         | 2021/22            | I liga słowacka    | 19    | 0      | 2            | 0            | 1      | 0      | 22    | 0      |
| MŠK Žilina         | 2022/23            | I liga słowacka    | 27    | 0      | 1            | 0            | –      | –      | 28    | 0      |
| MŠK Žilina         | 2023/24            | I liga słowacka    | 31    | 0      | 1            | 0            | 4      | 0      | 36    | 0      |
| MŠK Žilina         | 2024/25            | I liga słowacka    | 30    | 0      | 0            | 0            | –      | –      | 30    | 0      |
| MŠK Žilina         | 2025/26            | I liga słowacka    | 1     | 0      | 0            | 0            | 1      | 0      | 0     | 0      |
| MŠK Žilina         | Ogólnie            | Ogólnie            | 108   | 0      | 11           | 0            | 6      | 0      | 125   | 0      |
| Ogólnie w karierze | Ogólnie w karierze | Ogólnie w karierze | 131   | 0      | 11           | 0            | 6      | 0      | 148   | 0      |

### Reprezentacyjne
(aktualne na dzień 27 lipca 2025)
| Reprezentacja      | Rok                | Mecze | Bramki |
| ------------------ | ------------------ | ----- | ------ |
| Słowacja U-15      | 2016               | 1     | 0      |
| Ogólnie            | Ogólnie            | 1     | 0      |
| Słowacja U-16      | 2017               | 1     | 0      |
| Ogólnie            | Ogólnie            | 1     | 0      |
| Słowacja U-17      | 2018               | 2     | 0      |
| Słowacja U-17      | 2019               | 4     | 0      |
| Ogólnie            | Ogólnie            | 6     | 0      |
| Słowacja U-18      | 2019               | 3     | 0      |
| Słowacja U-18      | 2020               | 1     | 0      |
| Ogólnie            | Ogólnie            | 4     | 0      |
| Słowacja U-19      | 2021               | 1     | 0      |
| Ogólnie            | Ogólnie            | 1     | 0      |
| Słowacja U-21      | 2021               | 3     | 0      |
| Słowacja U-21      | 2022               | 5     | 0      |
| Słowacja U-21      | 2023               | 4     | 0      |
| Słowacja U-21      | 2024               | 4     | 0      |
| Słowacja U-21      | 2025               | 4     | 0      |
| Ogólnie            | Ogólnie            | 20    | 0      |
| Ogólnie w karierze | Ogólnie w karierze | 33    | 0      |